# Stung Treng (thị xã)
Thị xã Stung Treng là một đô thị (krong) thuộc tỉnh Stung Treng, đông bắc Campuchia. Theo thống kê năm 1998, dân số toàn huyện là 24,493. Trung tâm hành chính của tỉnh Stung Trưng đặt ở thị xã này.